# Campionati europei di ciclismo su strada 2016 - Gara in linea maschile Under-23
La gara in linea maschile Under-23 dei Campionati europei di ciclismo su strada 2016, ventiduesima edizione della prova, si disputò il 17 settembre 2016 su un circuito di 13,7 km, da ripetere 11 volte, per un totale di 150,7 km, con partenza e arrivo a Plumelec, in Francia. La medaglia d'oro fu appannaggio del bielorusso Aljaksandr Rabušėnka, il quale completò il percorso con il tempo di 3h32'43", alla media di 45,507 km/h; l'argento andò al belga Bjorg Lambrecht e il bronzo all'italiano Andrea Vendrame.
Sul traguardo 121 ciclisti su 158 aventi diritto alla partenza, portarono a termine la competizione.

## Ordine d'arrivo (Top 10)
| Pos. | Corridore                | Squadra       | Tempo    |
| ---- | ------------------------ | ------------- | -------- |
| 1    | Aljaksandr Rabušėnka     | Bielorussia   | 3h32'43" |
| 2    | Bjorg Lambrecht          | Belgio        | s.t.     |
| 3    | Andrea Vendrame          | Italia        | s.t.     |
| 4    | Benoît Cosnefroy         | Francia       | s.t.     |
| 5    | Gabriel Cullaigh         | Gran Bretagna | s.t.     |
| 6    | Filippo Ganna            | Italia        | s.t.     |
| 7    | Vincenzo Albanese        | Italia        | s.t.     |
| 8    | Kevin Geniets            | Lussemburgo   | s.t.     |
| 9    | Przemysław Kasperkiewicz | Polonia       | s.t.     |
| 10   | Patrick Müller           | Svizzera      | s.t.     |